# Vonetta Flowers
Vonetta Lashaw Flowers (Birmingham, 29 ottobre 1973) è una bobbista statunitense.

## Biografia
Frequentò l'università di University of Alabama at Birmingham dove era velocista ed esperta nel salto in lungo, ai XIX Giochi olimpici invernali vinse la medaglia d'oro nel Bob a 2 in coppia con Jill Bakken con un tempo di 1:37,76.
In seguito cambiò compagna e con Jean Prahm giunse sesta ai XX Giochi olimpici invernali. Ai campionati mondiali del 2004 ottenne una medaglia di bronzo con la Prahm sempre nel bob a due. Si ritirò nel 2006 dopo le olimpiadi invernali.